# Só Pra Contrariar
Só Pra Contrariar (SPC) é um grupo musical brasileiro de samba formado em 1989 em Uberlândia, Minas Gerais.
Tendo como principal cantor Alexandre Pires, o grupo despontou na década de 1990 e se tornou um dos mais populares da vertente pagode no país. O álbum Só pra Contrariar, de 1997, vendeu mais de 3 milhões de cópias, se tornando o quarto disco mais vendido da história da música brasileira.
Em 2002, Alexandre Pires deixou o grupo para seguir carreira solo, voltando depois de 11 anos para a comemoração dos 25 anos do grupo em uma turnê de dois anos de duração. Ao todo, foram 14 CDs e 3 DVDs, totalizando uma estimativa entre 10 a 20 milhões de discos vendidos.

## História
O grupo, batizado a partir da música de mesmo nome do grupo Fundo de Quintal, foi criado em Uberlândia em 1989. Criaram na mesma noite algumas de suas canções mais célebres, como "Que Se Chama Amor", um samba romântico, e "A Barata", um pagode de duplo sentido. Mais tarde, as faixas foram incluídas em seu primeiro disco, lançado em 1993.
Com o passar do tempo, o grupo buscou uma imagem mais sofisticada, dando ênfase às interpretações românticas e ao visual dos integrantes. O Só Pra Contrariar, formado por Alexandre Pires, seu irmão Fernando Pires, Luis Vital, Serginho, Hamilton, Luis Fernando, Alexandre Popó, Rogério e Juliano Pires, se tornou um dos conjuntos de pagode mais bem-sucedidos no Brasil.
O CD lançado em 1997 vendeu 3 milhões de cópias e emplacou sucessos como "Depois do Prazer", primeira faixa do disco, e "Mineirinho". Em 1998, foi lançado um CD em espanhol, que ganhou disco de ouro na Espanha por mais de 50 mil cópias vendidas. Em 2002, foi lançado o CD Só pra Contrariar - Acústico, também sendo o primeiro DVD do grupo. No álbum, Alexandre Pires dividiu o microfone com artistas renomados como Caetano Veloso e Gilberto Gil.
O Acústico foi o último trabalho com Alexandre Pires à frente dos vocais do SPC. Depois de oito discos, o vocalista decidiu deixar de vez o grupo e se dedicar exclusivamente à sua carreira solo, preparando o terreno para que seu irmão, o baterista Fernando Pires, assumisse o seu lugar. A partir daí, o Só Pra Contrariar arriscou trilhar caminhos diferentes. Para comemorar os seus 10 anos de carreira, o grupo lançou, em 2003, seu nono CD: Produto Nacional I. O disco traz um repertório diferente dos trabalhos anteriores e buscou inspiração no samba de raiz. A inovação continuou em Produto Nacional II, de 2004. No álbum, o SPC investiu menos em canções românticas e mais em diversidade. Longe do cenário musical na segunda metade dos anos 2000, Fernando Pires prosseguiu com os trabalhos do SPC, que lançou de maneira independente mais dois álbuns: "Seguindo em Frente" em 2007 e "Simbora Meu Povo - Ao Vivo" em 2010.
Em 2013, após 11 anos de carreira solo, Alexandre Pires decidiu retornar ao grupo para comemorar os 25 anos de carreira, em turnê que se iniciou em maio de 2013. Além de Alexandre, quase toda formação original retornou ao Só Pra Contrariar - a exceção do percussionista Rogério Viana, que virou membro de uma igreja e optou por não participar da turnê. Ainda em maio de 2013, foi lançada a primeira canção inédita do retorno, "Ao Som do SPC". No mesmo ano, foi lançado o DVD de comemoração dos 25 anos do grupo, gravado em Porto Alegre. O álbum mescla músicas inéditas como "Me Perdoa" e "Não Dá Pra Desligar" com grandes sucessos do grupo, como "Que Se Chama Amor", "Essa Tal Liberdade", "Depois do Prazer", "Mineirinho", "Sai da Minha Aba", entre outros.
Com o fim da turnê SPC 25 Anos em janeiro de 2015, Alexandre deixou o grupo novamente para retornar à carreira solo. Fernando Pires retornou aos vocais do grupo, dessa vez dividindo-o com João Júnior, antigo backing vocal da banda e que também é irmão de Alexandre e Fernando. Ainda em 2015, o SPC lançou o seu single "Goiabada e Queijo", uma das faixas do EP Samba Pop, lançado em 2016.
No fim de 2018, o SPC lançou a releitura da música "Mistérios do Coração", originalmente gravada no álbum de 1997. A regravação faz parte do novo projeto do grupo, intitulado "O Lado B", que consiste num álbum com regravações de músicas do grupo pouco conhecidas do público. Em janeiro de 2019, João Júnior anunciou sua saída do Só Pra Contrariar para seguir carreira solo. No mesmo ano, o grupo lança o CD O Lado B: 30 Anos - Ao Vivo, gravado em estúdio próprio, em Uberlândia, com a presença de 250 convidados.
Em junho de 2023, durante o programa Som Brasil, da TV Globo, Alexandre Pires anunciou uma última turnê com o Só Pra Contrariar para o ano seguinte, chamada "SPC Acústico 2 - O Último Encontro", fazendo alusão ao álbum acústico gravado em 2002. Além do cantor, Serginho Salles e Hamilton Faria também retornam ao grupo. A série de shows se iniciou em abril de 2024 com uma apresentação no Allianz Parque, em São Paulo. A turnê deu origem a um novo álbum de inéditas do grupo, intitulado "Pra Guardar no Coração", lançado em agosto do mesmo ano. O último show do projeto foi realizado em fevereiro de 2025 no Anfiteatro Cocomarola em Corrientes, na Argentina, quando Alexandre retornou à carreira solo.

## Integrantes

### Formação atual
- Fernando Pires: (voz e bateria) 1989-presente
- Juliano Pires: (percussão) 1989-presente
- Luiz Fernando: (pandeiro) 1989-presente
- Alexandre Popó: (surdo) 1989-presente
- Serginho Sales: (teclados) 1989-2005, 2013-2015, 2024-presente
- Hamilton Faria: (sax) 1989-2005, 2013-2015, 2024-presente

### Ex-integrantes
- Alexandre Pires: (voz) 1989-2002, 2013-2015, 2024-2025
- Luisinho Vital: (baixo) 1989-2005, 2013-2015
- Rogério Viana: (tantã) 1989-2005
- João Júnior: (voz) 2015-2019

## Discografia

### Álbuns de estúdio
Álbuns de estúdio lançados no Brasil e suas respectivas vendas 
- 1993: Só pra Contrariar (1993) - 500.000 cópias
- 1994: Só pra Contrariar (1994) - 800.000 cópias
- 1995: O Samba não Tem Fronteiras - 1.200.000 cópias
- 1997: Só pra Contrariar (1997) - 3.200.000 cópias
- 1999: Só pra Contrariar (1999) - 1.800.000 cópias
- 2000: Bom Astral - 400.000 cópias
- 2003: Produto Nacional I - 100.000 cópias
- 2004: Produto Nacional II - 50.000 cópias
- 2007: Seguindo em Frente -  50.000 cópias

### EPs
• 2016: Samba Pop

### Álbuns ao vivo
- 1996: Só pra Contrariar Futebol Clube - SPC ao Vivo - 350.000 cópias
- 1998: Só pra Contrariar - Ao Vivo
- 2002: Só pra Contrariar - Acústico - 200.000 cópias
- 2010: Só pra Contrariar: Simbora Meu Povo - Ao Vivo
- 2013: Só pra Contrariar 25 Anos - Ao Vivo em Porto Alegre
- 2014: Gigantes do Samba - Ao Vivo em SP (com Raça Negra)
- 2019: O Lado B: 30 Anos - Ao Vivo
- 2024: Pra Guardar no Coração

### Coletâneas
- 1997: O Melhor De Só Pra Contrariar (Na qual foi a música com mais sucesso do Só Pra Contariar escrita por Merlim Morette de Jesus)
- 2004: Ultimate Collection: The Best of Só Pra Contrariar[15]
- 2005: Maxximum: Só pra Contrariar
- 2006: É Bom Demais
- 2012: Mega Hits (SPC)[16]

### Singles
| Ano  | Canção                                                        | Álbum                                               |
| ---- | ------------------------------------------------------------- | --------------------------------------------------- |
| 1993 | Que Se Chama Amor                                             | Que se Chama Amor                                   |
| 1993 | A Barata                                                      | Que se Chama Amor                                   |
| 1993 | Domingo                                                       | Que se Chama Amor                                   |
| 1994 | Out Door                                                      | Que se Chama Amor                                   |
| 1994 | Meu Jeito de Ser                                              | Meu Jeito de Ser                                    |
| 1994 | Essa Tal Liberdade                                            | Meu Jeito de Ser                                    |
| 1994 | É Bom Demais                                                  | Meu Jeito de Ser                                    |
| 1994 | Primeiro Amor                                                 | Meu Jeito de Ser                                    |
| 1995 | O Amor, Você e Eu                                             | Meu Jeito de Ser                                    |
| 1995 | Você Vai Voltar Pra Mim                                       | Meu Jeito de Ser                                    |
| 1995 | Te Amar Sem Medo                                              | Meu Jeito de Ser                                    |
| 1995 | Tão Só                                                        | O Samba não Tem Fronteiras                          |
| 1995 | Nunca Mais Te Machucar                                        | O Samba não Tem Fronteiras                          |
| 1996 | Nosso Sonho Não é Ilusão                                      | O Samba não Tem Fronteiras                          |
| 1996 | Dói Demais                                                    | O Samba não Tem Fronteiras                          |
| 1996 | O Samba Não Tem Fronteiras                                    | Só pra Contrariar Futebol Clube - SPC ao Vivo       |
| 1997 | Depois do Prazer                                              | Depois do Prazer                                    |
| 1997 | Amor Verdadeiro                                               | Depois do Prazer                                    |
| 1998 | Mineirinho                                                    | Depois do Prazer                                    |
| 1998 | Quando é Amor                                                 | Depois do Prazer                                    |
| 1998 | Tá Por Fora                                                   | Depois do Prazer                                    |
| 1998 | Minha Metade (Take me Now)                                    | Depois do Prazer                                    |
| 1998 | Você de Volta                                                 | Depois do Prazer                                    |
| 1999 | Sai da Minha Aba                                              | Interfone                                           |
| 1999 | Interfone                                                     | Interfone                                           |
| 1999 | Machuca Demais                                                | Interfone                                           |
| 2000 | Não Chora                                                     | Interfone                                           |
| 2000 | Santo Santo (Part. Gloria Estefan)                            | Santo Santo                                         |
| 2000 | Você Virou Saudade                                            | Bom Astral                                          |
| 2000 | Quem Dera                                                     | Bom Astral                                          |
| 2001 | Teu Olhar                                                     | Bom Astral                                          |
| 2001 | Vem me Livrar Desse Abandono                                  | Bom Astral                                          |
| 2002 | Final feliz (part. Caetano Veloso)                            | Só pra Contrariar - Acústico                        |
| 2002 | Solidão (part. Leonardo)                                      | Só pra Contrariar - Acústico                        |
| 2003 | Minha fantasia                                                | Produto Nacional I                                  |
| 2003 | A Rede                                                        | Produto Nacional I                                  |
| 2003 | Reconciliação                                                 | Produto Nacional I                                  |
| 2004 | Ela é Jogo Duro                                               | Produto Nacional II                                 |
| 2004 | Do Jeito Q’ Eu Gosto                                          | Produto Nacional II                                 |
| 2007 | Pra Ficar Contigo                                             | Seguindo em Frente                                  |
| 2007 | Nascí Para Te Amar                                            | Seguindo em Frente                                  |
| 2010 | Você Vai Voltar Pra Mim/Vida Colorida (Part. Saulo Fernandes) | Só pra Contrariar: Simbora Meu Povo - Ao Vivo       |
| 2013 | Ao Som do SPC                                                 | Só pra Contrariar 25 Anos - Ao Vivo em Porto Alegre |
| 2013 | Me Perdoa                                                     | Só pra Contrariar 25 Anos - Ao Vivo em Porto Alegre |
| 2014 | Recordações                                                   | Só pra Contrariar 25 Anos - Ao Vivo em Porto Alegre |
| 2015 | Goiabada e Queijo                                             | Apenas single                                       |
| 2016 | Cai Fora                                                      | Samba Pop                                           |
| 2019 | Mistérios do Coração                                          | O Lado B: 30 Anos - Ao Vivo                         |
| 2019 | Tem Tudo a Ver                                                | O Lado B: 30 Anos - Ao Vivo                         |
| 2024 | Mesa da Frente                                                | Pra Guardar no Coração                              |
| 2024 | Minha Eterna Prometida                                        | Pra Guardar no Coração                              |

## Videografia

### DVD
- 2002: Só pra Contrariar - Acústico
- 2013: Só pra Contrariar 25 Anos - Ao Vivo em Porto Alegre
- 2014: Gigantes do Samba - Ao Vivo em SP (com Raça Negra)